# Nihonshoki
El Nihonshoki (日本書紀?) o Nihongi (日本紀?) es el segundo libro más antiguo sobre la historia de Japón.

## Contenido
Describe desde el periodo de los dioses hasta el tiempo de la emperatriz Jitō en 697. Hay una explicación que supone que el título original fue Nihongi. 
Se completaron 30 volúmenes (existen) y 1 genealogía (no existe) en 720. Los compiladores son el príncipe Toneri (Toneri Shinnō), Ki no Kiyohito, Miyake no Fujimaro, Ō no Yasumaro y otros desconocidos.
Se sabe que los mitos oficiales del Shoki son menos interesantes que los del Kojiki, el otro libro histórico antiguo de Japón. 
Hay fuertes dudas sobre la existencia de los primeros emperadores mencionados en el Shoki. Los historiadores de hoy consideran las ocho generaciones desde la segunda hasta la novena en orden de emperadores como invención por los compiladores del Shoki. La existencia del primer emperador Jinmu está bajo sospecha. El emperador Ōjin se considera como el primer monarca verdaderamente histórico. Los sucesos y las explicaciones del Shoki están bajo mucha más duda. Los historiadores de hoy no cuestionan los artículos a partir del año 673.